# Тодя, Александру
Александру Тодя (рум. Alexandru Todea; 5 июня 1912, Теляк, жудец Муреш, королевство Румыния — 22 мая 2002, Тыргу-Муреш, Румыния) — румынский кардинал. Титулярный епископ Чезарополи и вспомогательный епископ Фагараш-Алба Юлия с 4 июля 1950 по 14 марта 1990. Митрополит Фагараш-Алба Юлия с 14 марта 1990 по 4 июля 1994. Кардинал-священник с титулом церкви Сант-Атанасио-а-Виа-Тибуртина с 28 июня 1991. 